# 잉태

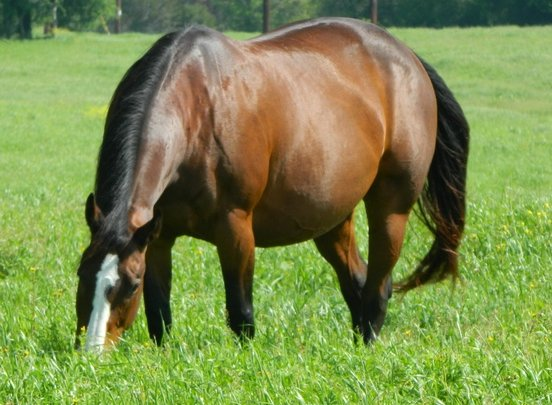

잉태(孕胎, gestation) 또는 회임(懷姙, 懷妊), 포태(胞胎)는 태생 동물 안의 배나 태아를 임신하는 것을 의미한다. 포유류에게 일반적이지만 포유류가 아닌 일부 동물들에서도 발생한다. 임신 중인 포유류는 예를 들어 다태아의 경우 동시에 하나 이상의 잉태를 나타낼 수 있다.

## 같이 보기
- 포유류의 진화
- 남성 임신
- 임신
- 원죄 없는 잉태